# تيم ماكان (لاعب كرة قدم أمريكية)
تيم ماكان (بالإنجليزية: Tim McCann)‏ هو لاعب كرة قدم أمريكية أمريكي، ولد في 15 مايو 1947 في ميلواكي في الولايات المتحدة.